# 阿馬蒂克灣

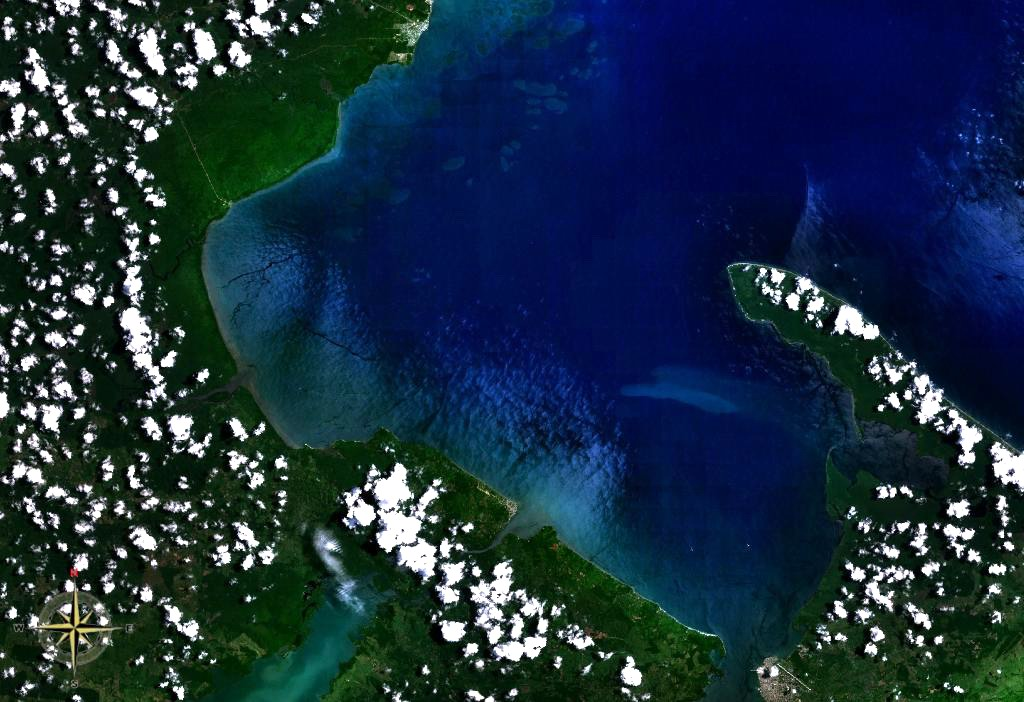

阿馬蒂克灣是中美洲的海灣，位於危地馬拉和伯利茲東岸的洪都拉斯灣，從北面的聖托馬斯德卡斯蒂利亞一直延伸至南面的蓬塔戈爾達，毗鄰莫塔瓜河口處。
15°55′00″N 88°45′00″W / 15.91667°N 88.75000°W